# Maquis (guerrilla antifranquista)

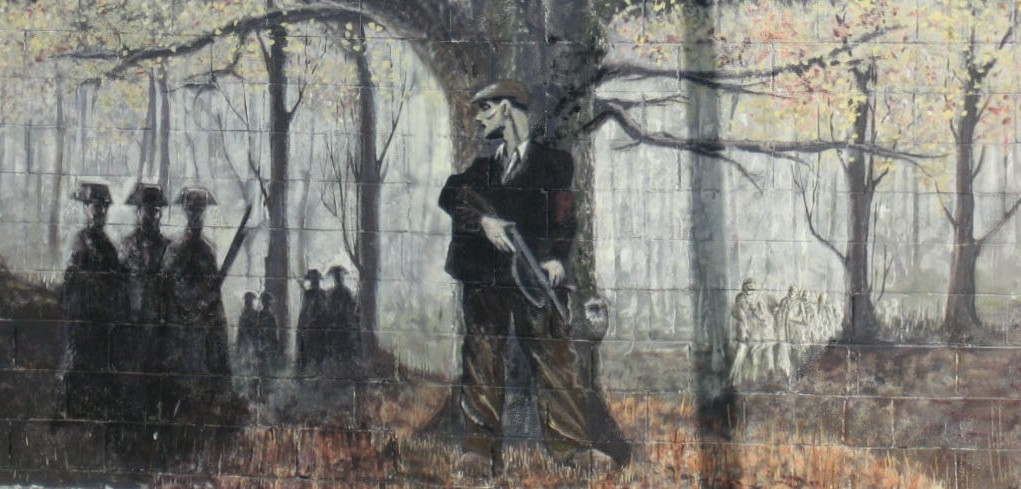
Grafiti en un muro de Sallent de Llobregat, rememorando a los maquis españoles.

El maquis fue el conjunto de movimientos guerrilleros opositores al régimen franquista establecido en España tras la guerra civil española, y que comenzó a operar ya durante la contienda. El casi inmediato estallido de la Segunda Guerra Mundial sorprendió a gran parte de los excombatientes republicanos en territorio francés; muchos de ellos se incorporaron a la Resistencia francesa en lo que fue la Agrupación de Guerrilleros Españoles. A partir de 1944, con los ejércitos alemanes en retirada, muchos de estos guerrilleros reorientaron su lucha antifascista hacia España. Pese al fracaso de la invasión del Valle de Arán en ese año, algunas columnas consiguieron progresar hacia el interior y enlazar con las partidas que habían permanecido en el monte desde 1939.
El periodo de apogeo guerrillero fue el comprendido entre 1945 y 1947. En 1948, Stalin dejó claro que había que desmantelar la guerrilla comunista en España. A partir de este año se intensificó la represión franquista, que poco a poco fue terminando con las partidas o grupos. Pero la disolución de la guerrilla no fue solo debida a la ofensiva de la Guardia Civil, ya que en ello tuvo mucho que ver el PCE, y en especial Carrillo. Muchos de sus integrantes murieron o fueron detenidos (lo que en muchos casos supuso igualmente la muerte), mientras que otros escaparon a Francia o el Marruecos francés. En el año 1952 se procede a la evacuación de los últimos contingentes de importancia. Desde ese año, quienes aún resisten en el monte, negándose a elegir entre exilio o muerte, luchan ya casi exclusivamente por la supervivencia.
Pese al cambio de postura del Partido Comunista de España en junio de 1956, propuesto por Santiago Carrillo mediante el eslogan y objetivo político de la «reconciliación nacional», puede decirse que el final del maquis lo marcan las muertes de Ramón Vila en 1963 y de José Castro en 1965.
En 1991, en el municipio conquense de Santa Cruz de Moya se erigió un monumento a los guerrilleros españoles, quizá el único existente en España, obra de Javier Florén Bueno.
Actualmente se puede visitar el campamento de la AGLA en la sierra de Albarracín, situado a pocos kilómetros de la ciudad de Teruel.

## Etimología
La palabra proviene del vocablo francés maquis, que viene a su vez del corso y del italiano macchia, que equivale a paisaje de arbustos, matorrales (maquia).
En Francia se comenzó a usar este epíteto para denominar a grupos de guerrilleros de la resistencia francesa contra las fuerzas de ocupación alemanas en la Segunda Guerra Mundial que se escondían en zonas montañosas o bosques. La expresión francesa prendre le maquis es equivalente a la italiana darsi alla macchia y a la española echarse al monte. A los resistentes encuadrados en estos campamentos se les llamó maquisards.
Por extensión, se empezó a utilizar también en España como sinónimo de resistencia y guerrilla, aludiendo a los guerrilleros españoles que habían participado en el maquis francés, en los Groupes de Travailleurs Étrangers (Grupos de Trabajadores Extranjeros, anteriormente denominados CTE -Compagnies des Travailleurs Étrangers- obligados a trabajar bajo la dirección del gobierno de Vichy) o en la Organización Todt, designando la palabra partida a cada uno de los grupos, en un principio compuestos por un «jefe» y siete hombres.
Hasta el año 1944, a los huidos al monte organizados en guerrillas se les conocía como “guerrilleros”, “los del monte”, “fugados”, “fuxidos” o “emboscados”, entre otros. A consecuencia de la fracasada invasión del Valle de Arán y las subsiguientes infiltraciones de partidas dispersas hacia el interior de España por hombres venidos de Francia, se difundió por toda la península el vocablo maquis. La historiografía la ha adoptado como la más conocida designación a los guerrilleros, hombres y mujeres que resistieron en el monte o en las ciudades contra la dictadura de Francisco Franco.

## Historia

### Inicios

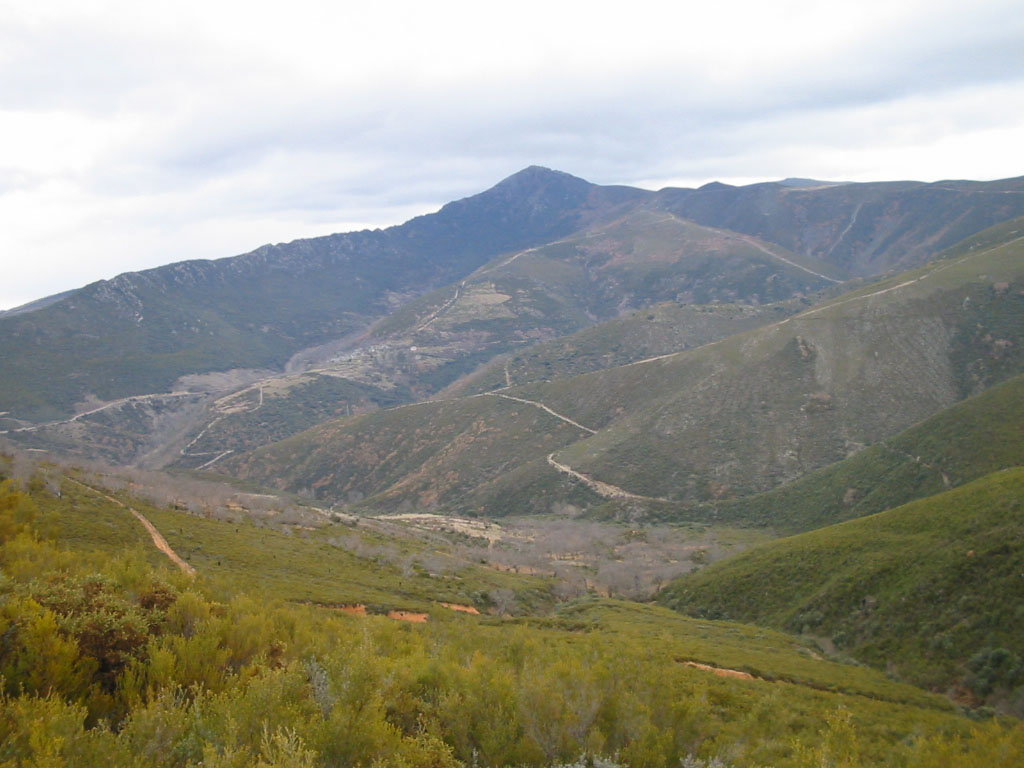
Sierra de Cabrera, limítrofe entre las provincias de León y de Zamora. Una de las zonas montañosas donde se organizaron grupos de huidos.

Los orígenes del maquis en España hay que situarlos en los contingentes humanos que, frente al avance de las tropas sublevadas, van echándose al monte. Esto es, dada la inseguridad creada por la represión de los sublevados, son muchas las personas implicadas en movimientos políticos de izquierdas que deciden no entregarse, pasando a convertirse en lo que se dio en llamar huidos. Estas gentes, en ocasiones simples simpatizantes, se escondieron mayoritariamente en sus casas o casas de familiares, siendo en un principio una minoría la de los que buscaron refugio en las montañas. A estos primeros huidos se fueron añadiendo desertores y evadidos de penales y campos de concentración. Estos grupos dispersos fueron el germen de las posteriores agrupaciones guerrilleras.
El carácter político de las guerrillas fue tan plural como lo había sido el bloque republicano en el transcurso de la contienda, con presencia importante de comunistas, socialistas y anarquistas. Sin embargo, por diversas causas, entre ellas el empeño del PCE hasta 1948, el predominio comunista fue ganando peso en relación con las demás corrientes.

### El XIV Cuerpo de Ejército Guerrillero
En el bando republicano se tomó pronto conciencia de las posibilidades que ofrece una guerra de guerrillas en la retaguardia enemiga. La idea fructificó en la creación, a iniciativa de Juan Negrín, a la sazón jefe del Gobierno y ministro de Defensa, del XIV Cuerpo de Ejército Guerrillero en octubre de 1937. Este nombre era el utilizado para el ejército republicano vasco hasta el desmoronamiento del frente del norte.
Los objetivos de este cuerpo a corto plazo eran la interrupción de las comunicaciones y suministros tras las líneas enemigas y la realización de operaciones especiales. A largo plazo, se contemplaba la continuación de la guerra contra el franquismo en caso de derrota en los frentes convencionales.
Al final de la guerra, había actuado en los frentes de Teruel, Andalucía, Extremadura y Toledo. La acción puntual de mayor envergadura fue la liberación, el 23 de mayo de 1938, de 300 prisioneros políticos asturianos en Fuerte Carchuna (Granada). A lo largo de 1938 y 1939 aglutinó a muchos de los huidos en Andalucía y Extremadura; sin embargo, no lo consiguió en las zonas donde los contingentes eran mayores, esto es, León, Asturias, Galicia y Cantabria. La derrota republicana conllevó la desaparición del cuerpo.

### La retirada: los campos franceses

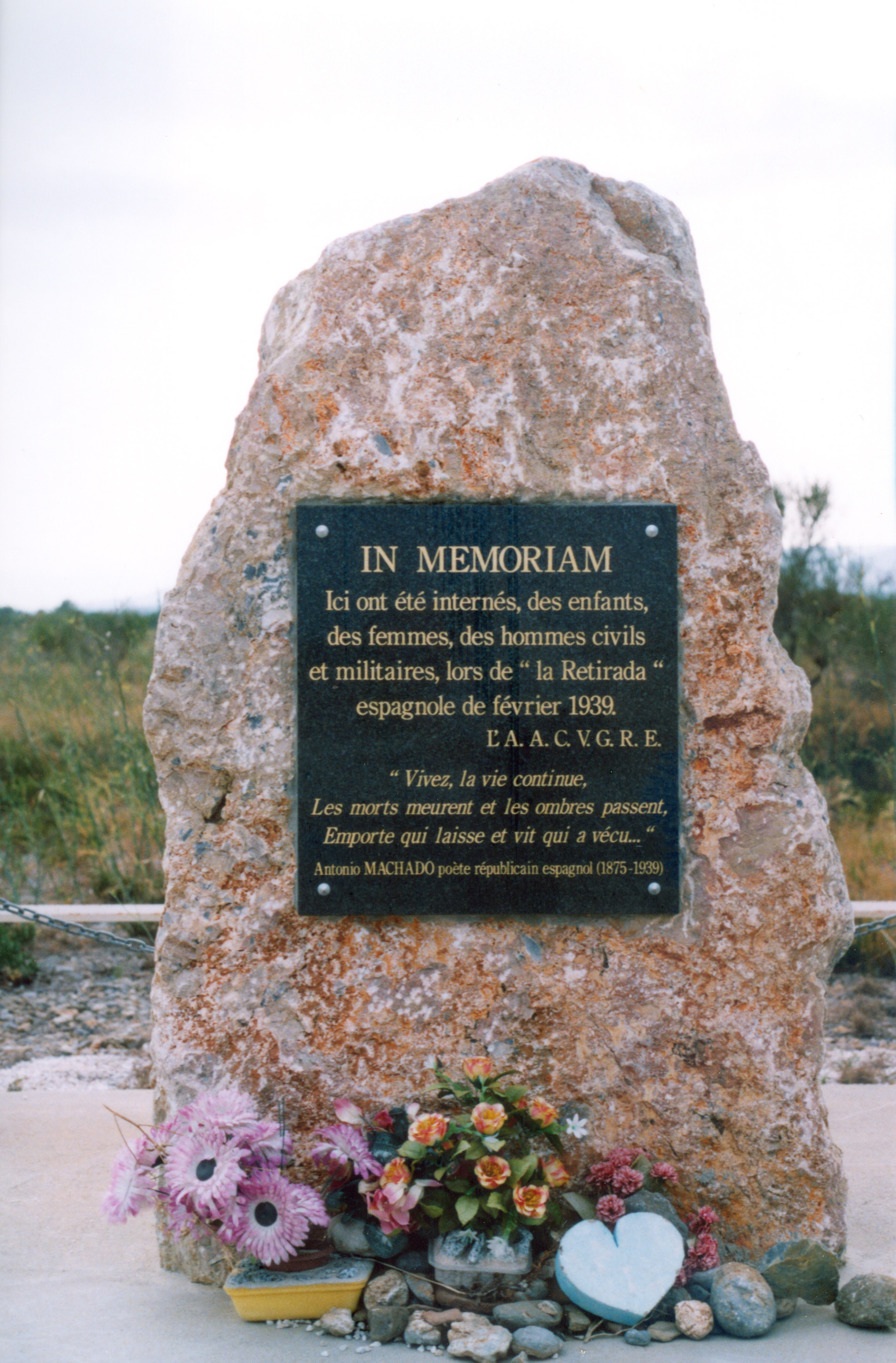
Placa homenaje a los republicanos españoles en el campo de Rivesaltes.

Cientos de miles de soldados republicanos y parte de la población civil pasaron la frontera francesa ante el avance franquista en Cataluña. Una vez en Francia, fueron recluidos en campos de concentración por las autoridades galas. En total había 22 campos en Francia: Barcarès, Agda, Saint-Cyprien, Argelès-sur-Mer, Berck Plage, Montpellier Chapallete, Fort-Mahon-Plage, Tour de Carol, Septfonds, Baste-les-Foages, Bram, Haros, Gurs, Vernet d'Ariège, Rivesaltes, el castillo templario de Colliure utilizado como prisión, Rieucros y, en el norte de África, Camp Morand, Meridja, Djelfa, Hadjerat-OM'Guil y Ain-el-Curak. En estos campos comenzaron a reorganizarse las fuerzas políticas antifranquistas.
En el campo de Argelès-sur-Mer tuvieron lugar una serie de reuniones, en las que participaron el Partido Comunista de España (PCE) y las Juventudes Socialistas Unificadas (JSU), que culminaron en octubre de 1940 con la decisión de organizar la acción antifascista en la Francia no ocupada, junto con los franceses, contra los ocupantes y el gobierno títere de Vichy.[cita requerida]

### La resistencia
El 11 de octubre de 1940, el gobierno de Vichy puso en marcha las Compañías de Trabajadores Extranjeros (CTE), que permitieron la salida de los campos a los prisioneros con destino a las fábricas, respondiendo a las necesidades económicas del momento. Esto aumentó las posibilidades de fuga. Poco después se instauró el Servicio del Trabajo Obligatorio (STO) para los franceses, con similares objetivos: proporcionar mano de obra a las fábricas de armamento y también a las obras de fortificación del Muro Atlántico.
Comenzaron a organizarse en las montañas campamentos de jóvenes que huían del STO. A estos mismos emplazamientos confluyeron los españoles escapados de las CTE, engrosando las filas de la Resistencia. Ésta no se formará a partir de los despojos del derrotado ejército francés, sino que, por el contrario, tuvo un carácter civil antes que militar. Es en este momento cuando se empezó a utilizar la palabra maquis para referirse a los campamentos, en tanto que a sus ocupantes se les llamará maquisards.

### La formación de la AGE
La participación de los exiliados republicanos españoles en la resistencia francesa comenzó en julio de 1941 tras la invasión de la Unión Soviética por la Alemania nazi y se desarrolló en el marco de la Unión Nacional Española (UNE) promovida por el PCE. Tuvieron un protagonismo especial en el maquis francés debido sobre todo a su experiencia militar tras casi tres años de guerra en España. En abril de 1942 constituyeron el XIV Cuerpo Guerrillero en una reunión mantenida en una zona aislada de las estribaciones de los Pirineos cercana a Foix. Su primer comandante fue Jesús Ríos García, antiguo oficial del XIV Cuerpo de Ejército Guerrillero del Ejército Popular de la República, del que la nueva organización tomó el nombre. Al principio se organizó en brigadas compuestas de 60 a 90 hombres, pero a partir de finales de 1943 se estructuró en dos divisiones, integradas en los Franc-Tireurs et Partisans, controlados por el Partido Comunista Francés, aunque seguían actuando de facto como el brazo armado de la UNE. En mayo de 1944, las unidades exclusivamente españolas de los Franc-Tireurs et Partisans fueron reconocidas como tales bajo la denominación de Agrupación de Guerrilleros Españoles (AGE), integrada por unos 9.000 hombres, y que a partir de entonces inició una nueva estrategia militar, pasando de los sabotajes y acciones aisladas al ataque frontal contra las unidades aisladas de la Wehrmacht, consiguiendo liberar numerosas localidades del sur de Francia. Todos los componentes de la AGE consideraban la lucha en Francia contra los ocupantes alemanes y la milicia vichista como el preludio del combate para liberar España.
Las cifras de combatientes españoles en las filas de la Resistencia varían mucho según las fuentes, pero en general se acepta 10 000 como cifra cercana a la realidad. A partir de este momento, con la guerra ya encauzada en Francia, los resistentes españoles vuelven la vista hacia el sur de los Pirineos.

### La Federación de Guerrillas de León-Galicia

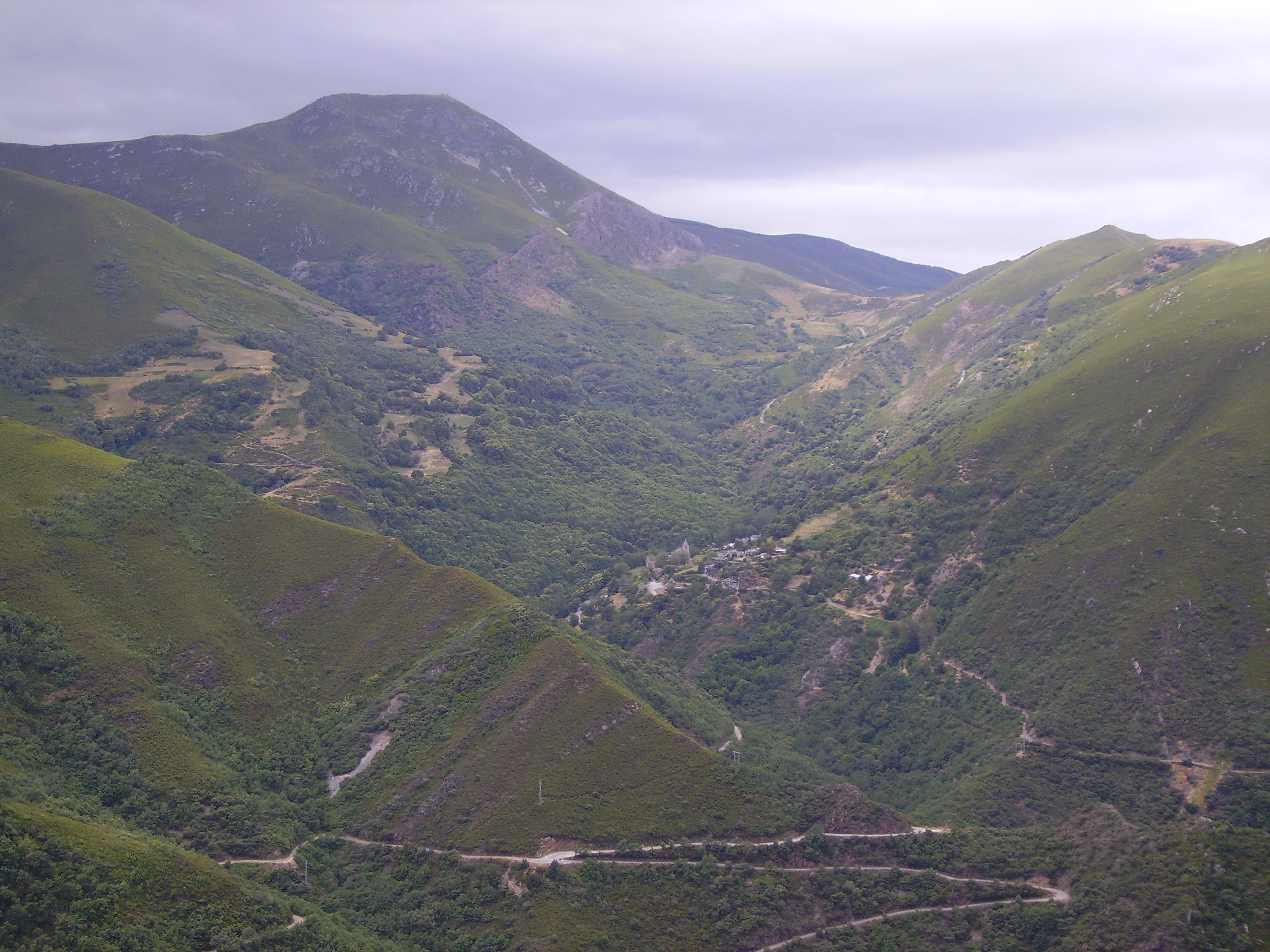
El Pico de la Aquiana y a su falda Montes de Valdueza en los Montes Aquilianos.

Mientras en Francia los exiliados se organizaban para combatir al nazismo, en España se fueron articulando grupos guerrilleros conformados prácticamente en exclusiva por huidos. El más importante de estos grupos fue la Federación de Guerrillas de León-Galicia, que más tarde los comunistas tomarían como ejemplo para poner en marcha las Agrupaciones Guerrilleras. Esta organización nació oficialmente en la primavera de 1942, año en que se celebra su congreso fundacional en los montes de Ferradillo (Montes Aquilianos), cerca de Ponferrada. De carácter expresamente pluralista, integraba en sus filas a socialistas, cenetistas, anarquistas, ugetistas, comunistas y combatientes sin militancia definida. Una de las normas establecidas desde su formación fue la prohibición del proselitismo, a fin de mantener la armonía entre las diversas tendencias políticas.

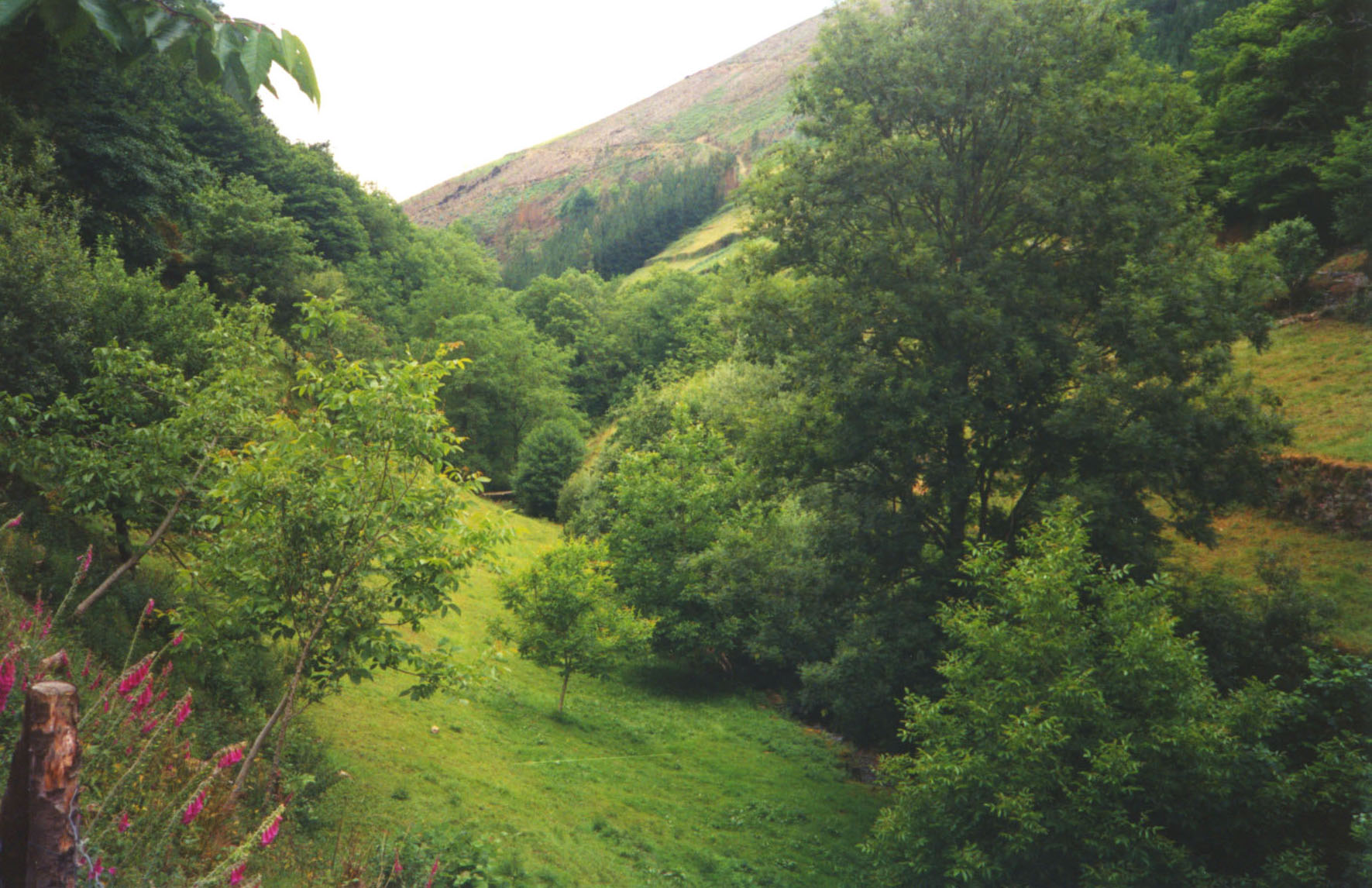
Las montañas asturianas, uno de los escenarios de actuación de la Federación de Guerrillas León-Galicia.

A lo largo de 1943, la Federación resultaría bastante castigada en los diversos enfrentamientos que mantuvo con fuerzas de la Guardia Civil, la Policía Armada y el Ejército. El 1 de abril editaron el primer número de El Guerrillero, órgano de expresión de la Federación que alcanzaría en ediciones posteriores una tirada de trescientos ejemplares, imprimidos clandestinamente en Santalla del Bierzo (El Bierzo-León). Hasta este año, en que nace el Comité de Milicias Antifascistas de Asturias, era la única organización guerrillera en toda España. En el resto del país, la actividad guerrillera la protagonizaban partidas de menor entidad organizativa. A partir de 1944, la creciente influencia comunista imprimiría un giro a la marcha de la Federación, orientándola hacia actividades de carácter más ofensivo. En 1945 se transformará en la IV Agrupación Guerrillera.
Su actividad se desarrolló en los montes de León, oriente de las provincias gallegas, zona de El Bierzo y la Sanabria zamorana. Famosos guerrilleros fueron Manuel Girón, el anarquista Marcelino de la Parra, Ramón Rodríguez Varela y Marcelino Rodríguez Fernández

### La invasión del valle de Arán
La operación más espectacular del maquis español es la entrada en España de entre 4000 y 7000 guerrilleros por el Valle de Arán y otras zonas del Pirineo, bien equipados y con armamento pesado, el 19 de octubre de 1944, cuando la Wehrmacht ya había sido desalojada del sur de Francia. Fue denominada Operación Reconquista de España.
La operación Reconquista de España fue planeada por el Estado Mayor de la AGE. Para efectuar la invasión se creó la División 204.ª, formada por 12 brigadas. Como responsable militar de la misma se nombró a Vicente López Tovar.
El objetivo de esta ofensiva era conquistar el sector de territorio español comprendido entre los ríos Cinca y Segre y la frontera francesa. Posteriormente se declararía la zona conquistada bajo el gobierno de la República, por entonces en el exilio, para provocar un levantamiento general en toda España contra Franco. Hipotéticamente, ello obligaría a intervenir a los aliados para liberar España, al igual que estaban liberando el resto de Europa.

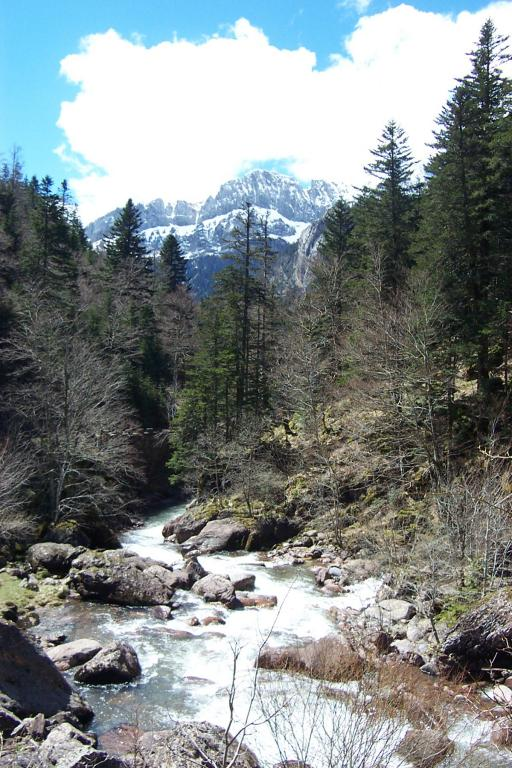
El valle de Hecho fue una de las vías de penetración desde Francia durante la Operación Reconquista de España en 1944.

El ataque principal por el valle de Arán se vio complementado por operaciones de distracción en otros valles pirenaicos durante las semanas previas, con objeto de distraer fuerzas enemigas. Además debían evaluar la situación en el interior y contactar con grupos de huidos. Los puntos más importantes de penetración a lo largo de la cadena montañosa fueron Roncesvalles, Roncal, Hecho, Canfranc, Arán, Andorra y Cerdaña, si bien hubo operaciones menores en otros puntos.
Las ofensivas fueron repelidas por un gran número de efectivos que el gobierno de Franco trasladó a la zona, compuestos por guardias civiles, policía armada y batallones del ejército de toda la región militar.
El ejército guerrillero logró conquistar varios pueblos y aldeas, alzando la bandera republicana, llevando a cabo mítines antifranquistas en las plazas y controlando durante días parte de la frontera por donde entraron camiones con material y refuerzos. Sin embargo, fracasó en la toma de Viella, principal objetivo de la operación, y desbordados por la desventaja numérica y material, comenzaron finalmente la retirada. El repliegue concluyó el 28 de octubre, cuando los últimos combatientes rebasaron la frontera sin haber llegado a ver el esperado levantamiento.

### Las agrupaciones guerrilleras
Pese al descalabro de Arán en 1944, la moral del exilio español no decayó, dado que todo aún parecía posible en un contexto internacional de derrumbe generalizado del fascismo. A lo largo y ancho de la geografía española se produjo un significativo incremento en la actividad guerrillera, propiciado por la incorporación de nuevos contingentes a través de la frontera y la reorganización de las partidas, que adquirieron estructuras más militarizadas.
El PCE promovió, desde el exilio, la creación de las Agrupaciones Guerrilleras, en diversas zonas geográficas, coordinando las acciones entre ellas. Tomó como modelo la Federación de Guerrillas de León-Galicia, primera organización guerrillera de la posguerra, ya operativa desde los primeros años. La más activa fue la Agrupación Guerrillera de Levante y Aragón (AGLA), que actuó en la zona comprendida entre el sur de Teruel, interior de Castellón y el norte de Cuenca.
En 1948, el PCE cambió de estrategia y, a instancias de Stalin, renunció a la lucha guerrillera. Ello supuso el declive de las agrupaciones, ya muy castigadas por la represión. Las Agrupaciones Guerrilleras pasaron a denominarse Comités de Resistencia. La nueva orientación, sin embargo, no se hizo efectiva sobre el terreno y la evacuación general fue decretada finalmente en 1952. Esta evacuación afectó fundamentalmente a la Agrupación Guerrillera de Levante y Aragón (AGLA), con la que el PCE había mantenido una relación predilecta, mientras que otras organizaciones, como la Centro-Sur, a partir de 1948 no recibieron ni siquiera ayuda para llegar a Francia.

### La guerrilla urbana
A partir de 1944, el Partido Comunista de España y el Movimiento Libertario organizaron grupos de guerrilla urbana para combatir a la dictadura franquista y así superar la principal rémora de la guerrilla rural: su relativamente escasa repercusión política y propagandística, ya que, dado el control de los medios de comunicación que ejercía el régimen franquista, sólo era conocida por los habitantes de las aldeas y de los pueblos del área donde actuaba. Sin embargo, su importancia fue mucho menor que la del maquis propiamente dicho, puesto que se redujo a pequeños grupos comunistas y anarquistas que actuaron fundamentalmente en Madrid y en Barcelona, aunque en el caso de la capital catalana, sus acciones se prolongaron hasta enero de 1960, ocho años después de que hubiera dejado de actuar la guerrilla rural —en Madrid, en cambio, sólo duró tres años, de 1945 a 1947—. También hubo grupos que actuaron, aunque por poco tiempo, en Valencia, Bilbao, Granada y León. Por otro lado, como ha destacado Secundino Serrano, «el descalabro de la resistencia en las ciudades determinará en parte el fracaso de la guerrilla antifranquista en su conjunto».

### El final de los últimos maquis
El declive y la desaparición del maquis español se debió a diversos factores. Por un lado, el devenir del contexto internacional, que conforme viraba hacia la Guerra Fría fue haciendo evidente que no se podía contar con la intervención extranjera en la lucha contra la Dictadura. En este contexto se produce el cambio de estrategia del PCE, que abandona la vía guerrillera, suspendiendo el apoyo a las partidas. Pero el PCE no se limitó a suspender la ayuda táctica y estratégica a sus partidas guerrilleras, sino que llegó incluso al asesinato de los jefes guerrilleros que se negaron a dejar el monte. Desde entonces, las organizaciones anarquistas concentraron el máximo número de guerrilleros e infraestructura.

Por otro, la acción de las fuerzas en pugna fue generando un enorme desgaste en la población de las zonas guerrilleras. La falta de recursos en las partidas llevó a éstas al robo de lo necesario para su sustento y manutención (ganado, alimentos, prendas de abrigo...), incluso al asesinato de lugareños que ante los expolios les amenazan con denunciarles. Las diferentes tácticas represivas por parte de las fuerzas de orden público de la Dictadura iban desde las batidas a la utilización de "contrapartidas" guerrilleras, para desenmascarar a los enlaces, o la tierra quemada, que pusieron en práctica en el Maestrazgo. Ello supuso el despoblamiento de amplias zonas de montaña, rentos y masías, donde los guerrilleros encontraban apoyo, lo que privó a la guerrilla de su sustento. El uso de la tortura por las fuerzas represoras fue una práctica habitual en los interrogatorios.

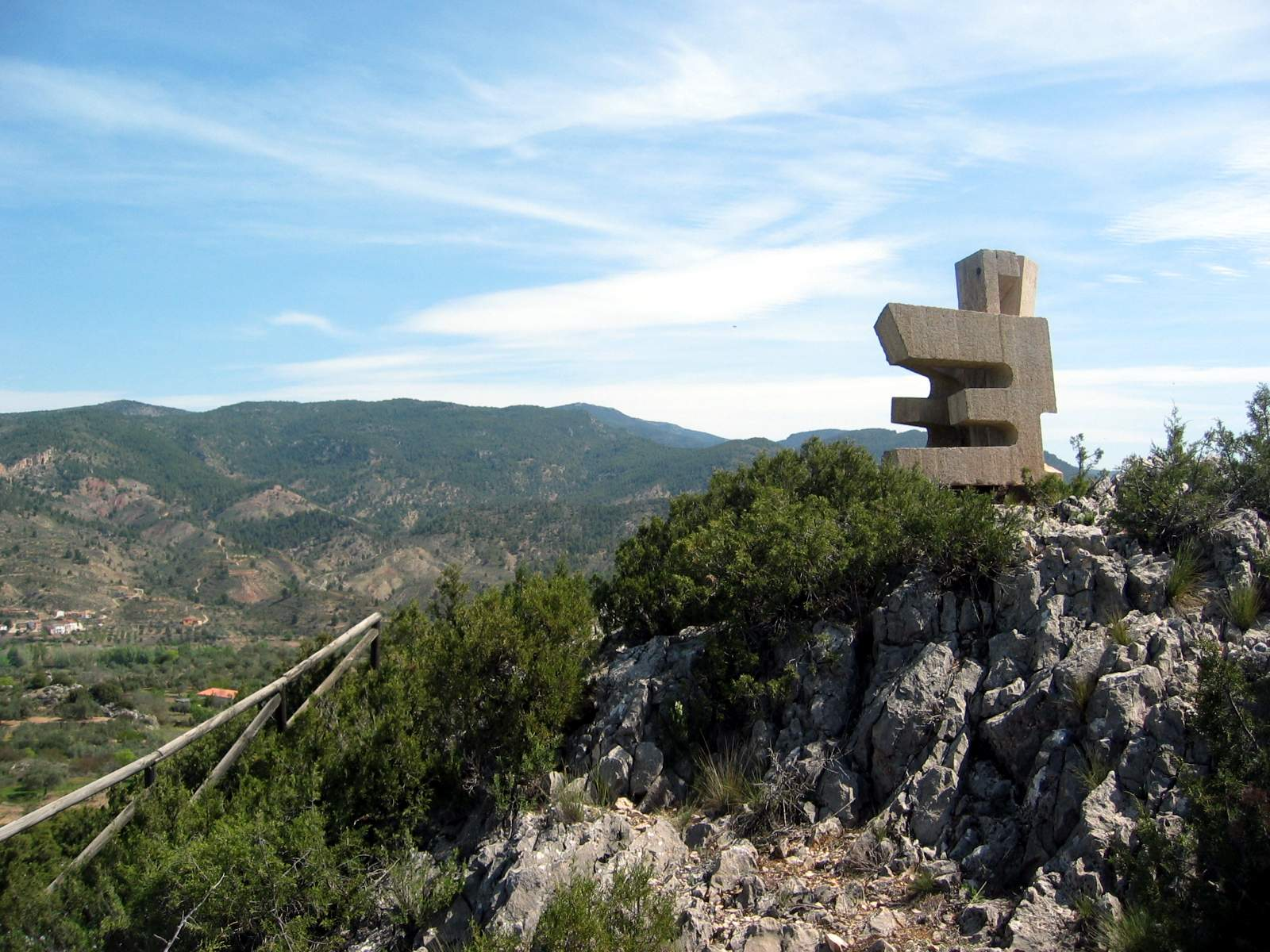
Vista general (occidental) del monumento al maquis en Santa Cruz de Moya (Cuenca), 2014.

El bloqueo informativo fue total. Por esta razón, fuera de las áreas afectadas prácticamente se desconocían las actividades del maquis. En las escasas ocasiones en que aparecieron noticias en la prensa, éstas siempre se refirieron a los guerrilleros con el nombre de bandoleros, a fin de despojar a sus acciones de sentido político.

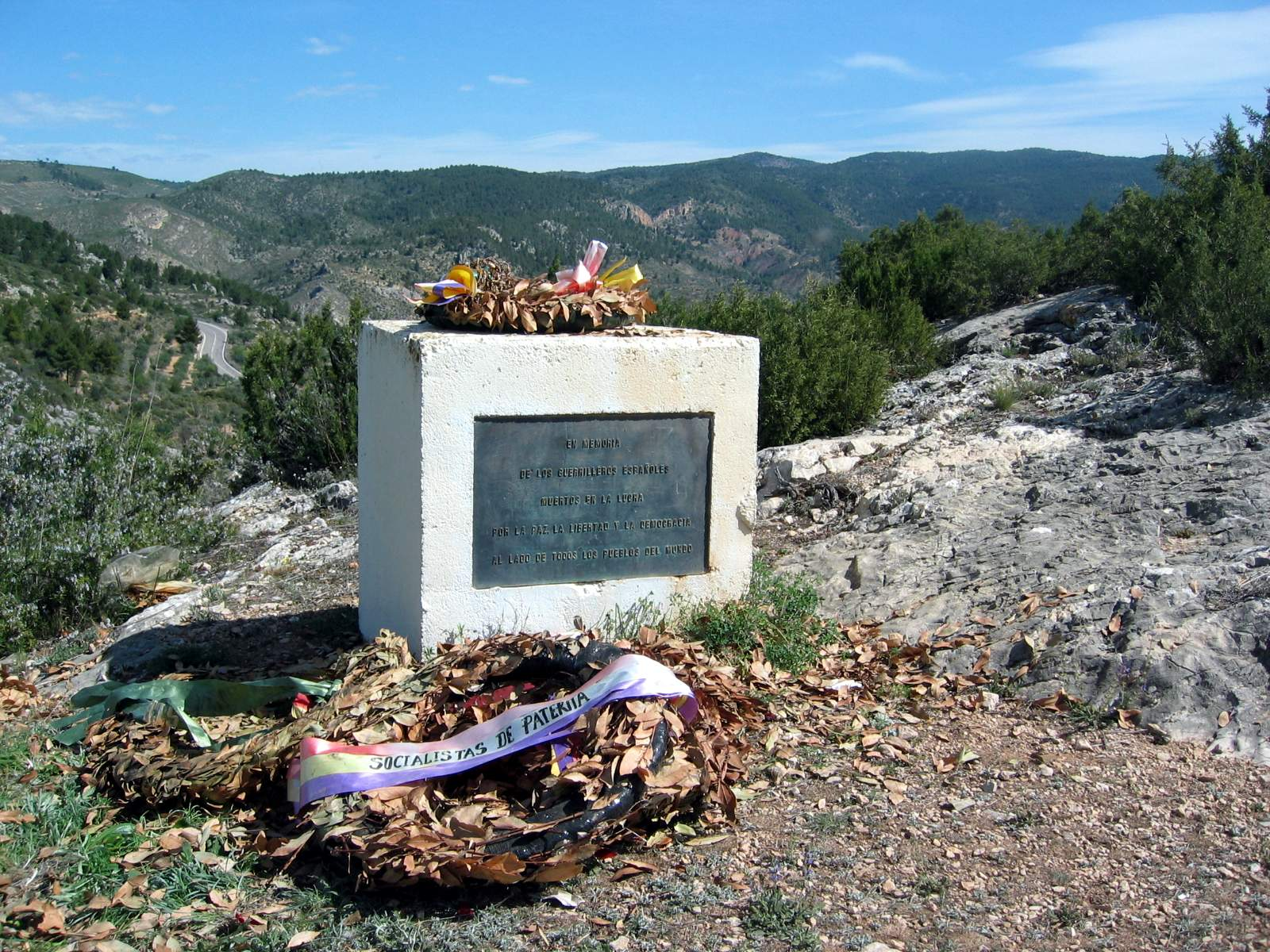
Detalle de pilón con placa conmemorativa en el monumento al maquis en Santa Cruz de Moya (Cuenca), año 2014.

Poco a poco los guerrilleros se fueron quedando solos. En los últimos años se produjeron intentos de pasar a Francia para escapar del cerco. Las detenciones se sucedieron en estos últimos tiempos. Muchos guerrilleros y colaboradores fueron juzgados sumariamente y fusilados o encarcelados. Otros murieron a manos de la guardia civil en aplicación de la Ley de fugas.
Aunque el periodo de mayor actividad guerrillera comprende desde 1938 hasta comienzos de la década de los 50, algunas partidas continúan en pie de guerra, cada vez más acorralados. El final lo marcan las muertes a balazos del militante de la CNT Quico Sabaté en 1960; Ramón Vila Capdevila Caracremada, en 1963, ambos en Cataluña, y José Castro Veiga Piloto, en Galicia en marzo de 1965. Hacia 1963 Julio Álvarez del Vayo intentó continuar la actividad de la guerrilla con el Frente Español de Liberación Nacional (FELN), grupo encabezado por él mismo, pero su iniciativa no tuvo éxito.

## Balance
Los maquis fueron una de las principales preocupaciones de los servicios secretos del franquismo. Según un informe de 1950 de los servicios franquistas que habían luchado contra el maquis, entre 1943 y 1950 se registraron 8054 «hechos delictivos», alcanzándose el máximo en 1946 (1558 actos) y 1947 (1463). En las acciones contra el maquis murieron 2036 guerrilleros y 3211 fueron hechos prisioneros, mientras que la Guardia Civil sufrió 243 muertos y 341 heridos. Fueron detenidas 17 861 personas como «encubridores» y «cómplices» de la guerrilla.

## Los escenarios

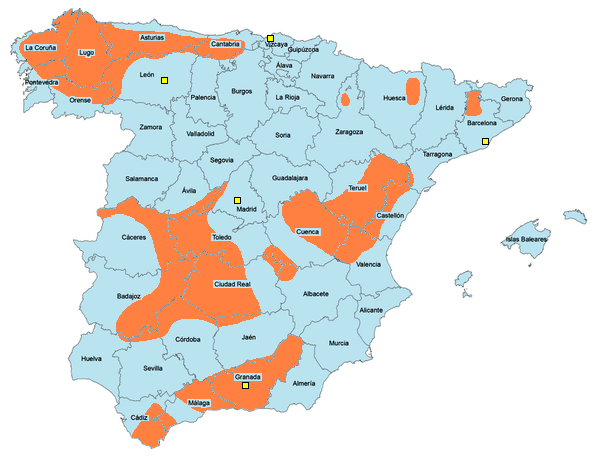
Principales áreas de actividad del maquis (en color naranja, áreas rurales, en amarillo ciudades que registraron una mayor actividad).

Los maquis se movían principalmente por zonas montañosas de toda la península, preferenciando las zonas boscosas o provistas de vegetación densa que proporcionara cobijo. Otro factor importante en la localización de las partidas y su supervivencia fue el aspecto social. Se tendía a elegir áreas donde se pudiera contar con la colaboración de, al menos, una parte de la población, dado que sin el apoyo de ésta difícilmente podría sostenerse un grupo guerrillero. A veces la presencia de partidas en determinadas zonas se debió simplemente a la reagrupación en los montes más cercanos de contingentes de huidos de las poblaciones locales.
En las zonas de clima más adverso, como, por ejemplo, las montañas de León, fue relativamente frecuente que los maquis pasaran periodos de tiempo más o menos largos escondidos, en pequeños grupos, en casas de apoyo dentro de los pueblos, especialmente durante los meses invernales.
Entre las grandes zonas de máxima actividad guerrillera destacan:
- La cornisa cantábrica, desde Galicia hasta Cantabria, con especial incidencia en las montañas de Asturias y el norte de León y de Palencia. En Cantabria se mantuvo activa la guerrilla hasta 1957, cuando fallece Juanín, el último maquis cántabro.
- El Levante, concretamente el área comprendida entre las provincias de Teruel, Castellón, Valencia y Cuenca (Macizo del Maestrazgo y Serranía de Cuenca).
- El Centro, que englobaría Extremadura, norte de Córdoba, Ciudad Real, Toledo, Ávila y montañas del Sistema Central.
- Sur de Andalucía, comprendiendo dos zonas independientes, Cádiz por un lado y Granada-Málaga por otro.

Además hubo actividad en otras áreas de menor extensión, como en La Mancha, en el Alto Aragón o en la zona del Bages y el Bergadá en Cataluña.
El carácter generalmente rural y aislado de las localizaciones de la actividad guerrillera, si bien favorecía el desarrollo de la misma, supuso un notable obstáculo para la consecución de sus objetivos. En efecto, dado el bloqueo informativo, tan sólo los escasos -en términos relativos- y dispersos habitantes locales fueron conocedores del conflicto. A la mayor parte de la población española se la mantuvo en la ignorancia en relación con la guerra de los montes.
En las ciudades también actuaron grupos de resistentes armados. Los guerrilleros actuaron en varias localidades catalanas y en Barcelona, donde la amplitud de la lucha armada fue más destacada. Esta ciudad constituyó el último de los escenarios urbanos del maquis, donde tenía un respaldo social amplio perteneciendo mayoritariamente a la Confederación Nacional del Trabajo y la FAI, con el apoyo del organismo Defensa Interior, creado en el congreso de 1961 en Limoges de dicho sindicato, a fin de coordinar las acciones revolucionarias contra el franquismo. En Madrid la guerrilla urbana tuvo un carácter predominantemente comunista, apoyada por el PCE. Su vida fue efímera. Otras capitales donde hubo igualmente actividad guerrillera fueron León, Valencia y Bilbao. La guerrilla urbana estuvo presente asimismo en las ciudades de Málaga y Granada, destacando particularmente los grupos de Antonio Raya y los hermanos Quero, cuyo mito se extendió a lo largo de las décadas.

## Los enlaces

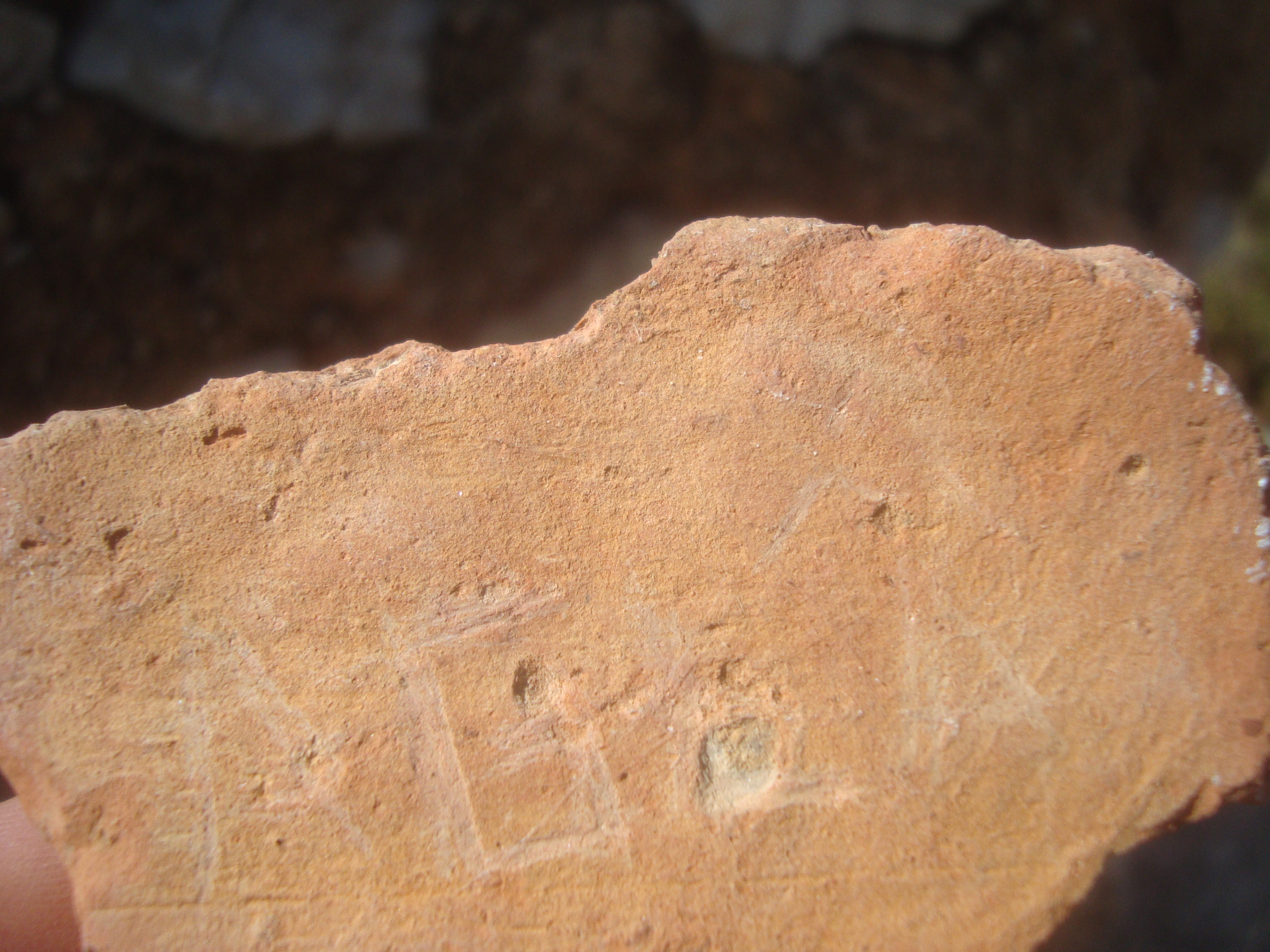
Tablilla grabada por un "maqui" con las siglas A.G.L.A. (Agrupación guerrillera de Levante y Aragón).

Para el sostenimiento de la actividad guerrillera resultó fundamental el apoyo de sectores de población civil, conocidos como enlaces. Se utilizaron otras denominaciones, como guerrilleros del llano o milicias pasivas. Proporcionaban a los grupos armados alimento y cobijo cuando era necesario, pero también información, y desempeñaron funciones de correos u otros encargos para las partidas.
Los enlaces estaban mucho más expuestos que los maquis a la actividad represiva de las fuerzas del orden. Conformaron una cantera de combatientes, puesto que en caso de ser descubiertos, el único camino para evitar la detención consistía en echarse al monte. Es por ello que en el comienzo de los años 50, cuando la actividad guerrillera ya daba sus últimos coletazos, todavía seguían incorporándose hombres y mujeres a las partidas.
El número de enlaces fue mucho mayor que el de combatientes. Durante los años de actividad guerrillera en España, fueron detenidas 20.000 personas por colaborar con el maquis. El pintor palentino Ambrosio Ortega fue la persona que más años pasó en prisión durante el franquismo por su actividad como enlace, al permanecer en distintas cárceles entre 1947 y 1970.

## Los maquis en el cine
- Torrepartida (Pedro Lazaga, 1956)
- La paz empieza nunca (León Klimovsky, 1960)
- Y llegó el día de la venganza (Fred Zinnemann, 1964)
- El espíritu de la colmena (Víctor Erice, 1973)
- Los días del pasado (Mario Camus, 1978)
- El corazón del bosque (Manuel Gutiérrez Aragón, 1979)
- Luna de lobos (Julio Sánchez Valdés, Basada en la novela de Julio Llamazares, 1987)
- Silencio roto (Montxo Armendariz, 2001)
- La guerrilla de la memoria (Javier Corcuera, 2002)
- El laberinto del fauno (Guillermo del Toro, 2006)
- Entrelobos (Gerardo Olivares, 2010)
- Caracremada (Lluís Galter, 2010)
- La voz dormida (Benito Zambrano, 2011)
- Guerrillero Quintana (Luis Felipe Capellin, 2013)
- Sordo (Alfonso Cortés-Cavanillas, 2019)
- A mano armada (Omar Tuero, 2022; documental)
- ¡Salta! (Olga Osorio, 2023)

### Complementaria
- Buren, Rubén (2010). Maquis. Madrid: Tiempo de Cerezas. ISBN 978-84-936801-4-5.
- Daniel Arasa: Años 40: los maquis y el PCE. Arcos Vergara, Barcelona, 1984.
- Fernanda Romeu Alfaro: Más allá de la utopía: Perfil histórico de la Agrupación Guerrillera de Levante. Edicions Alfons El Magnànim, Valencia, 1987.
- García Piñeiro, Ramón. Luchadores del ocaso: Represión, guerrilla y violencia política en la Asturias de posguerra (1937-1952) Días de Diario, 2015. ISBN 978-84-8367-493-2
- Jorge Marco: Hijos de una guerra. Los hermanos Quero y la resistencia antifranquista. Comares, Granada, 2010.